# 딜랜 테일러
딜랜 테일러(Dylan Taylor, 1981년 7월 9일 ~ )는 캐나다의 배우, 영화배우, 텔레비전 배우이다.
토론토에서 태어났다.

## 영화
- 어 썬데이 카인드 오브 러브 (2015년)
- 리저너블 다우트 (2014년) - 스튜어트 윌슨 역
- 인디 조네싱 (2012년) - 지기 역
- 후키드 온 스피드맨 (2008년)
- 인크레더블 헐크 (2008년)
- 찰리 바틀렛 (2007년) - 렌 아벅클 역
- 더 다이브 프럼 클라우센즈 피어 (2005년)
- 타이드랜드 (2005년)
- 크롬 솔저 (1992년)